# Bükkfafélék
A bükkfafélék (Fagaceae) a bükkfavirágúak (Fagales) rendjének egyik, főleg az északi féltekén elterjedt növénycsaládja. Nyolc élő nemzetségükbe mintegy ezer fajt sorolnak; a Fagopsis nemzetséget csak maradványokból ismerjük.

## Elterjedésük, élőhelyük
Kozmopolita család: fajai az északi és a déli féltekén egyaránt előfordulnak. Az egyes nemzetségek elterjedési területe meglehetősen különböző típusú. Így például:
- a tölgy (Quercus) nemzetségé többé-kevésbé folytonos; még a tajga öv déli peremére is kiterjed;
- a bükk (Fagus) nemzetségé diszjunkt; a mérsékelt övi lombhullató erdők elterjedési területével egyező.

## Megjelenésük, felépítésük
Főleg egylaki fák egyivarú virágokkal. Az apró, jellegtelen, zöldes-barnás-sárgás, sugaras szimmetriájú virágokban három porzó, illetve termő van, a lepellevelek száma, ha vannak, hat. Porzós virágaik barkák, termős virágaik füzérek (a Fagus nemzetségnél mindkét ivarú virágok fejecskékben nyílnak).
A család szünapomorfiája, hogy termésük makk, melyet tüskés vagy pikkelyes kupacs vesz körül, illetve az endospermium hiánya. A kupacs nem murvalevelek (mint a Nothofagaceae családnál), hanem valószínűleg bogas virágzat külső ágainak összeolvadásából keletkezhetett.
Leveleik osztatlanok, karéjosak vagy fogazottak, de sohasem kétszeresen fűrészesek.

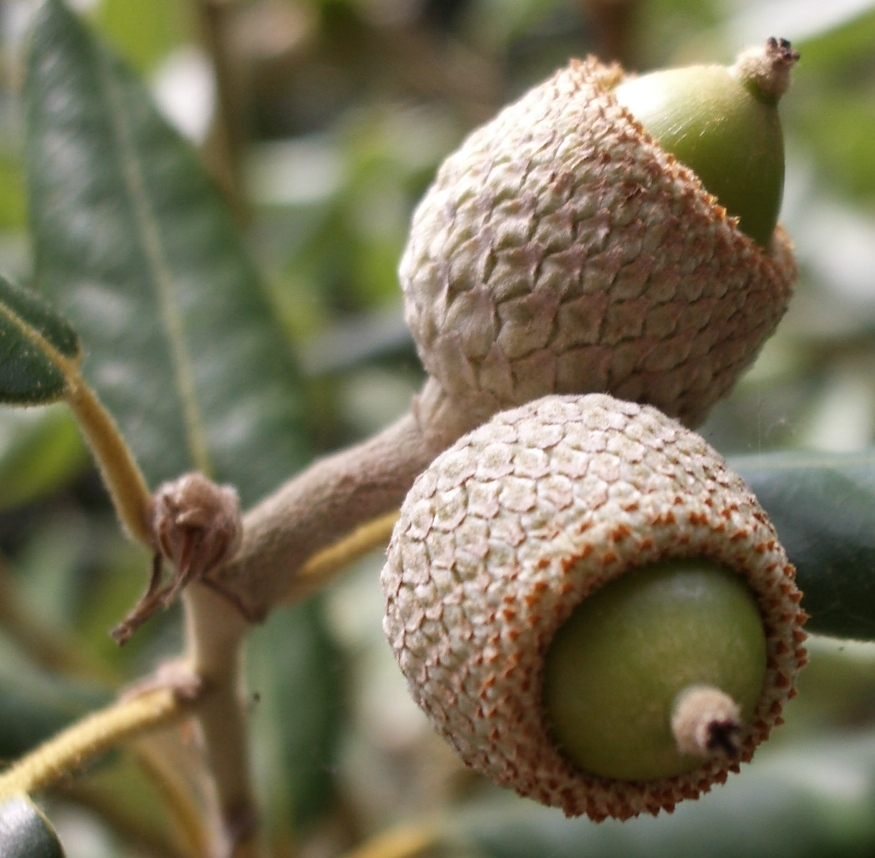
Magyaltölgy (Quercus ilex) makkja

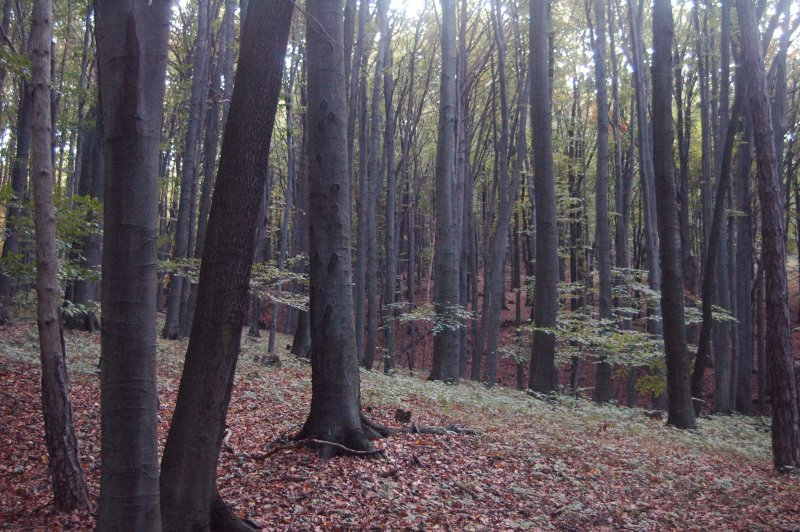
Bükkerdő Nyugat-Szlovákiában, a Kis-Kárpátokban

## Életmódjuk
Egyes fajaik lombhullatók, mások örökzöldek. A bükk és tölgy nemzetségek szél-, a gesztenye rovarbeporzású.